# Richard III d'Aversa
Richard III d'Aversa (mort le 10 juin 1120) fut  brièvement  comte d' Aversa et prince de Capoue en 1120.
Richard III est le seul fils et héritier de Robert Ier de Capoue.  C'est encore un enfant lorsqu'il est associé à son père le 27 mai 1120 et qu'il devient prince, à sa mort, le 3 juin suivant sous la régence de son oncle, Jourdain.  Richard III meurt quelques jours plus tard dans des circonstances inconnues. Bien qu'aucune source contemporaine n'évoque l'implication de son oncle dans son décès certains historiens modernes  mettent en doute l'innocence de ce dernier qui lui succède alors sur la trône et prête serment à Bénévent au nouveau pape Calixte II.